# Площадь Свободы (Глазов)
Пло́щадь Свобо́ды — центральная площадь в Глазове. Расположена в центре исторической радиально-кольцевой планировки города, на берегу Чепцы.
Нумерация домов площади ведётся от улицы Толстого по часовой стрелке.

## История
В 1780 году село Глазово Вятской губернии получило статус уездного города Глазова. Уже в 1784 году архитектором Иваном Лемом был спроектирован первый план города. В основу плана была положена радиально-кольцевая (веерная) планировка улиц. Окончательная планировка городских кварталов и улиц была проведена в 1816—1817 годах.
Согласно принятым проектам центром города должна была стать площадь, к которой сходятся все радиальные улицы. Она была названа Главной площадью.
В 1786 году на площади началось строительство Спасо-Преображенского собора, которое завершилось в 1793 году. Собор стал архитектурной доминантой центра Глазова и первым каменным культовым зданием в Удмуртии. После постройки собора за площадью закрепилось и другое название — Соборная площадь.
Архитектурный ансамбль площади продолжил формироваться в XIX веке: Соборная площадь застраивалась по периметру крупными общественными зданиями и жилыми домами. С 1840 года на площади летом и зимой ежегодно стали проводиться ярмарки. В связи с этим площадь также стали называть Торговой, Хлебной, Базарной. В первой половине XX века на Базарной площади располагался городской сад.
В 1958 году было принято решение реконструировать площадь для сооружения на ней развязки городских улиц с постройкой автомобильного моста через реку Чепца. В связи с этим был снесён Преображенский собор и ликвидирован городской сад.
9 мая 1970 года на площади был открыт монумент Победы в Великой Отечественной войне (скульптор Н. А. Селиванов, архитектор Г. П. Карибов). В конце 1970-х годов были высажены деревья, проложены тротуары и разбиты цветочные клумбы.
В 2011 году была проведена очередная реконструкция площади Свободы.

## Описание
Площадь имеет полукруглую форму и расположена в историческом центре Глазова, на левом берегу реки Чепцы. От площади Свободы расходятся веером в разные концы города 7 дорог, 6 из которых являются улицами (перечислены по часовой стрелке с востока на запад): улица Толстого, Сибирская улица, улица Революции, улица Молодой Гвардии, улица Кирова, Чепецкая улица.
Площадь соединена автомобильным мостом с правым берегом реки, на котором расположены Заречный парк и городище Иднакар. По периметру площади организовано круговое движение автотранспорта.

## Здания и сооружения
- Монумент Победы
- Дом 1 — торговый центр «Пассаж»
- Дом 3 — фирменный магазин Глазовского ликёро-водочного завода
- Дом 4 — торговый комплекс «Вернисаж»
- Дом 6 — ресторан «Семья»
- Дом 6а — магазин «Центральный»
- Дом 7 — расчётно-кассовый центр г. Глазов
- Дом 7а — кафе «Минутка»
- Дом 8 — кинотеатр «Star Kinolux»
- Дом 9 — супермаркет «Магнит»
- Дом 10а — Преображенский храм
- Дом 13 — цветочный магазин

## Общественный транспорт
- Остановка «Площадь Свободы»: автобусы № 1, 3, 4, 5, 6, 7, 8, 10. Кроме городских через площадь проходит и часть пригородных автобусных маршрутов.

## Галерея

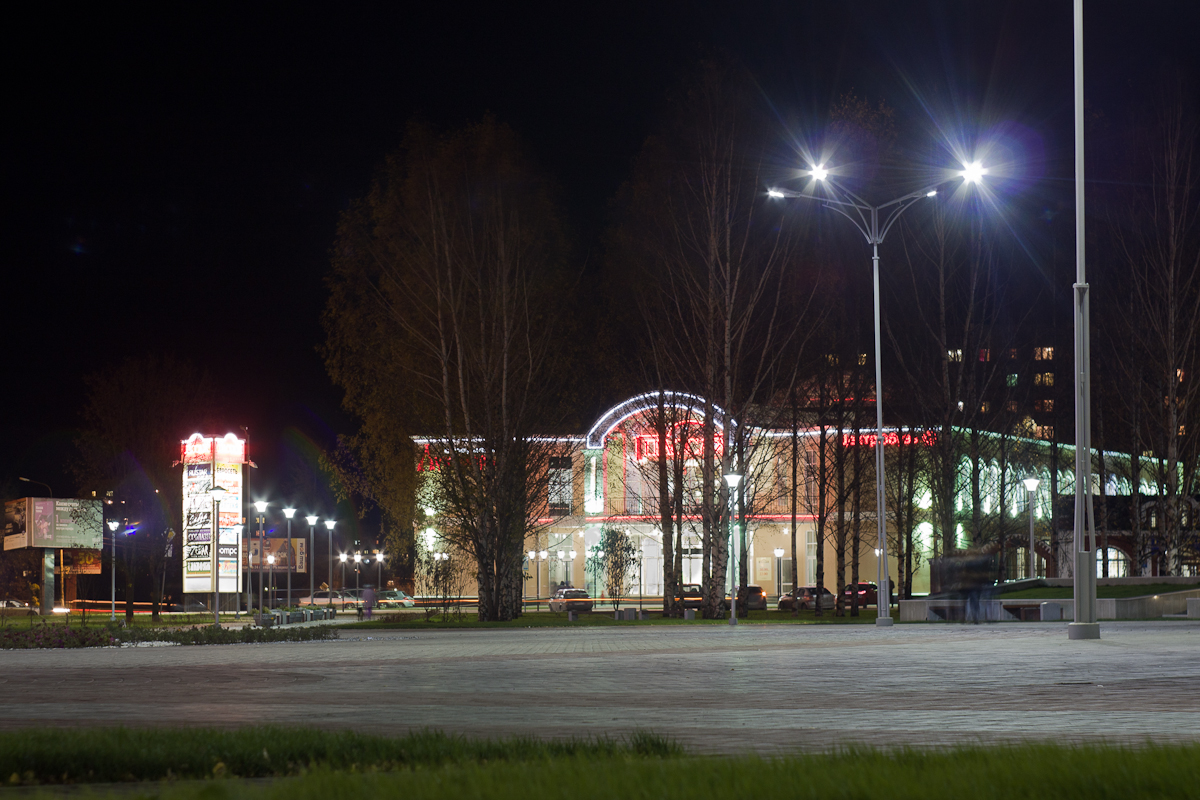
ТЦ «Пассаж»
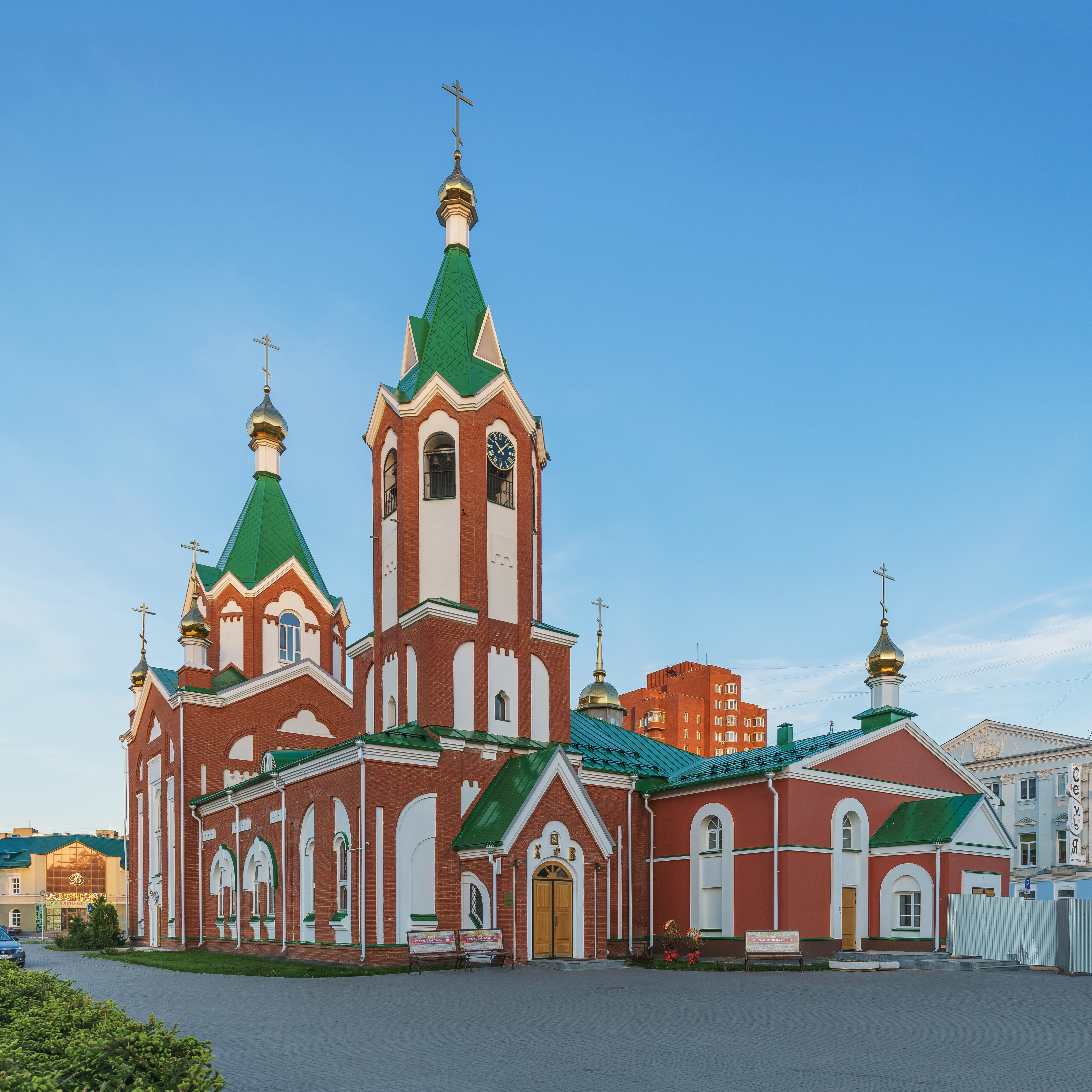
Преображенский храм
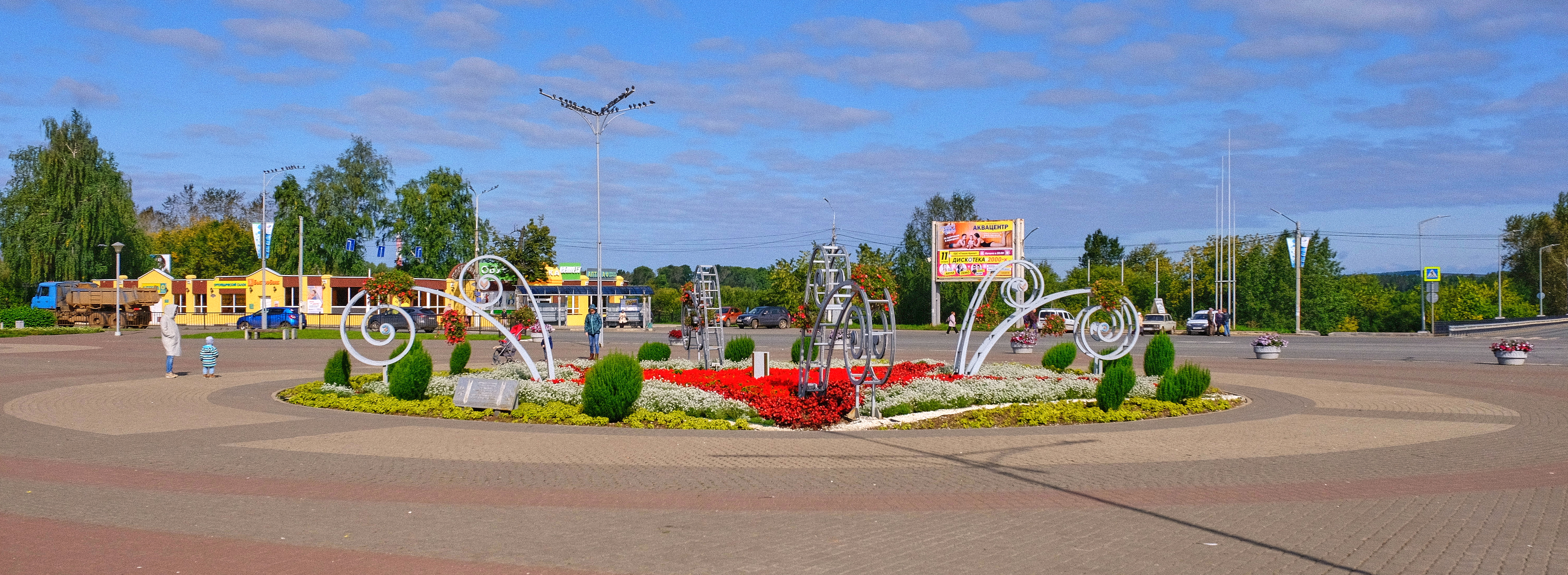
Вид в сторону Чепцы
Мемориал жертвам Великой Отечественной войны
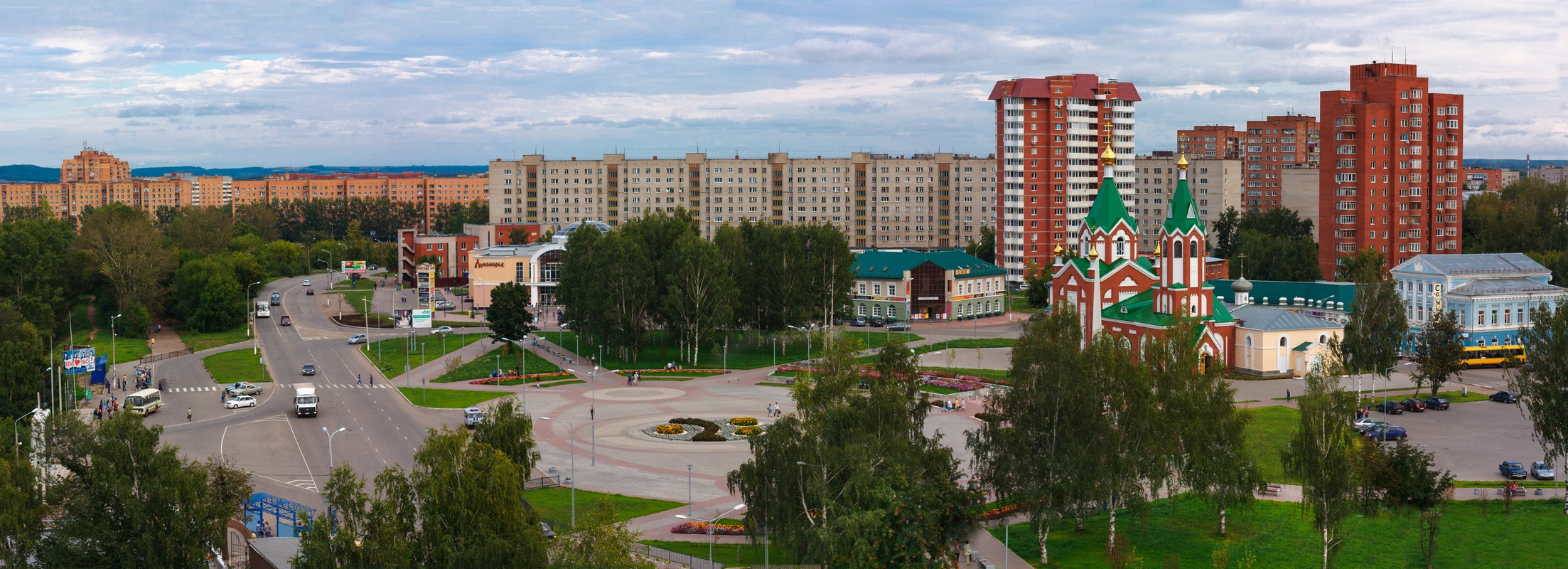
Панорама площади